# Automitrailleuse Rolls-Royce

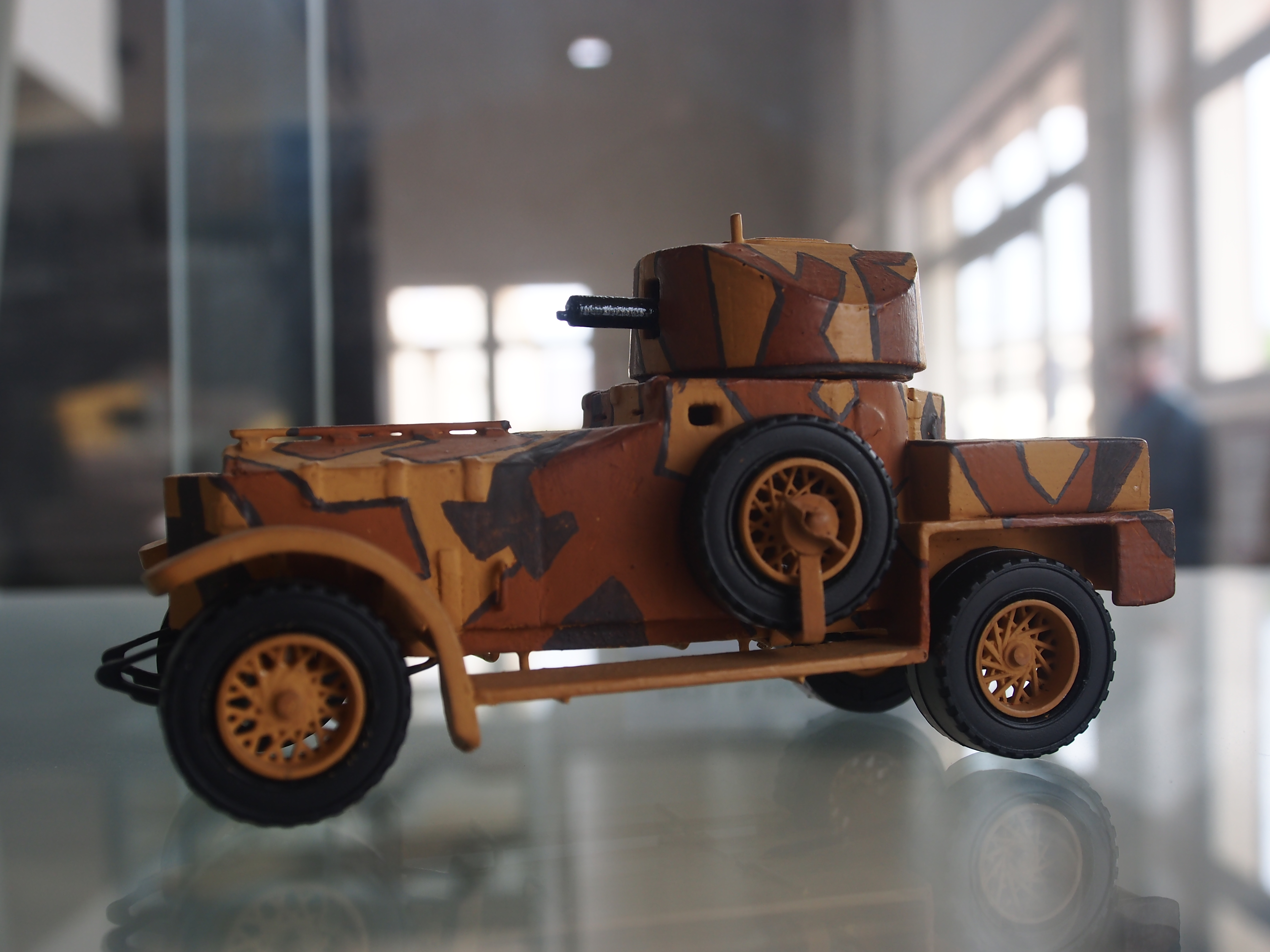
Maquette d'une automitrailleuse Rolls-Royce au Musée des Blindés de Saumur.

Les automitrailleuses Rolls-Royce sont des véhicules blindés britanniques mis en service en 1914 et utilisés au cours de la Première Guerre mondiale, la guerre civile irlandaise et, dans l'entre-deux guerres, en Transjordanie, Israël et en Mésopotamie en application de la doctrine de « l'Imperial Air Control ». Dans les premiers temps de la Seconde Guerre mondiale, on les retrouve encore au Moyen-Orient et en Afrique du nord.

## Origine
Initialement le RNAS avait pour mission la reconnaissance navale, l’assistance au combat de la flotte britannique, la surveillance des côtes du Royaume-Uni et l’attaque des secteurs côtiers sous contrôle ennemi. Le RNAS ayant envoyé des éléments sur les côtes belges dès le début de la guerre, le commandant local, Charles Samson, décide d'armer plusieurs véhicules privés avec une mitrailleuse. L'un d'entre eux étant une Rolls-Royce « Silver Ghost ».
Après l'interception d'un véhicule allemand, le 4 septembre 1914, près de Cassel, Samson décide de faire blinder ses véhicules afin de sécuriser ses moyens de communication et faciliter la récupération des pilotes tombés dans les lignes adverses. Ce qui est fait dans les installations d'un chantier naval de Dunkerque,, celui-ci mettant en place des plaques de tôle initialement prévues pour des chaudières de bateau,. Début octobre 1914, ces véhicules blindés furent les seuls disponibles pour protéger le retrait des troupes belges et britanniques entre Anvers et l’Yser.
À la suite de cette expérimentation, le RNAS décide, en septembre 1914, que la totalité des châssis disponibles en Grande-Bretagne des Rolls-Royce Silver Ghost seront réquisitionnés pour construire les véhicules blindés désirés. Les plans sont établis le mois suivant, par un comité du département de l'Air de l'Amirauté britannique.

## Production

### Les premiers engins
Les engins de Charles Samson reçoivent des plaques de blindage qui protègent le conducteur et les autres occupants jusqu'à la taille. Ainsi, si le conducteur est à l'abri, le servant de la mitrailleuse est à découvert quand il met en œuvre son arme. Les plaques de blindage descendent suffisamment bas pour protéger une bonne partie des roues. Il n'y a pas encore de tourelle.
La mitrailleuse utilisée est une Maxim, placée sur un trépied, à l'arrière.

### Description
L'automitrailleuse a une carrosserie entièrement blindée, surmontée d'une tourelle rotative (à 360°) armée d'une mitrailleuse Vickers à refroidissement par eau. Le conducteur est assis sur le sol et la mitrailleuse est servie par deux autres membres d'équipage.
Les véhicules sont des tractions arrière. Il n'y a pas de freins pour les roues avant.

### Différents modèles
Type 1914

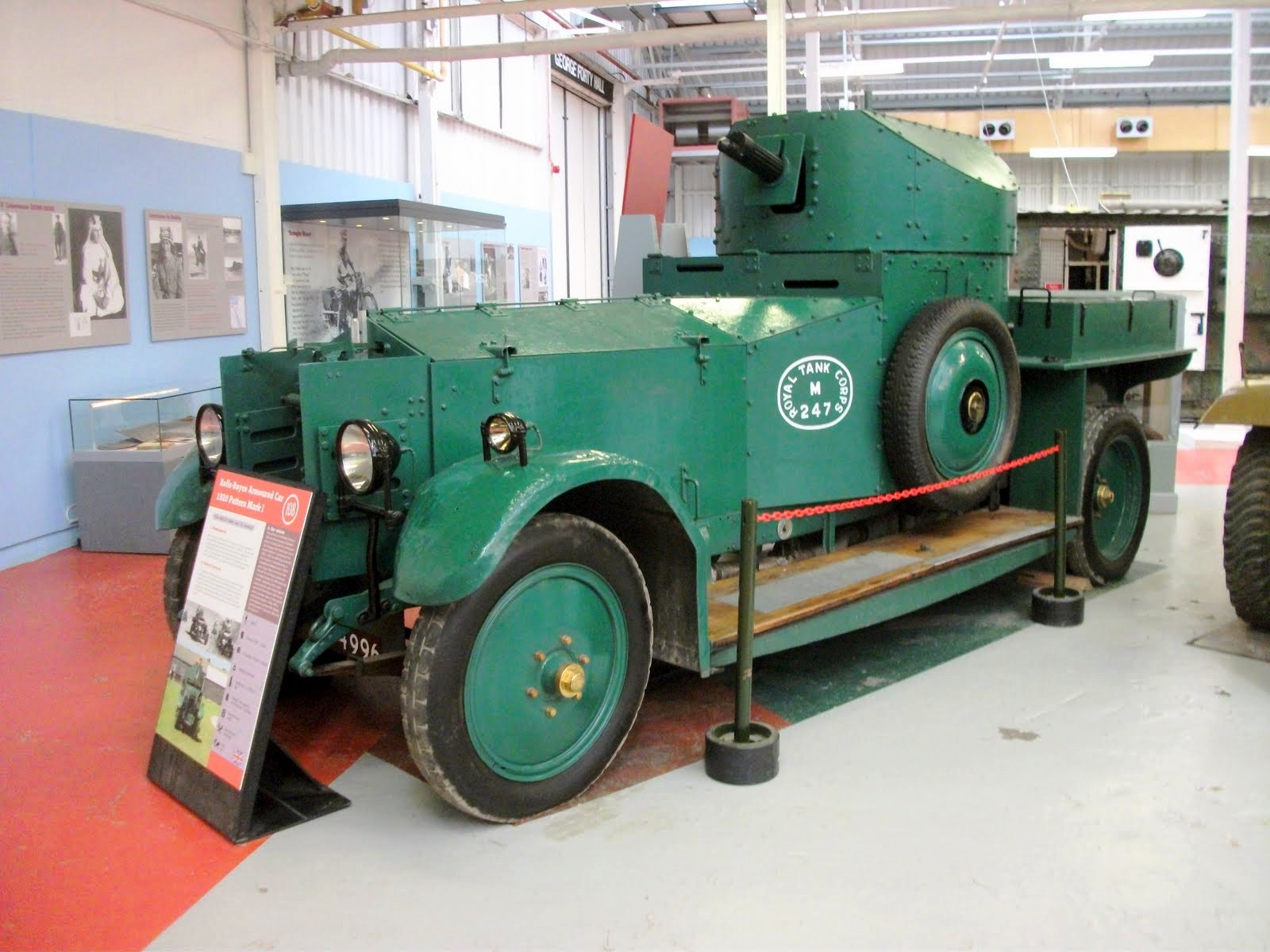
Un modèle 1920 Mk1 au musée des Blindés de Bovington (UK).

Après examen des transformations effectuées par le Commander Samson, l'Amirauté britannique décide la transformation de 60 véhicules, dont 18 basés sur châssis Rolls-Royce. Le blindage est composé de plaques d'acier au nickel-chrome, de 4mm d'épaisseur, et placé sur des planches de chêne. Il n'y a pas encore de tourelle mais 4 supports pour la mitrailleuse embarquée.
Les véhicules blindés sont répartis en 4 escadrons de 15. Les équipages sont fournis par les Royal Marines. Les escadrons sont opérationnels en octobre 1914. 
La première automitrailleuse Rolls-Royce équipée d'une tourelle blindée est livrée le 15 novembre 1914. Son blindage de 8mm est considéré comme résistant aux projectiles perforants en dotation dans l'armée allemande.
Type 1920
Ces modèles se distinguent des précédents par les roues, fournies par Michelin, qui remplacent les roues à rayon des premiers modèles, et un blindage plus épais pour le radiateur.
Certains modèles de ce type seront modifiés quelques années plus tard et seront désignés comme Type 1920 Mk 1A.
Type 1924
Le modèle est légèrement modifié en 1924 par le War Office. La modification la plus visible est la tourelle, légèrement plus haute ; elle porte désormais un tourelleau. 24 exemplaires seront livrés.
Type « Armée des Indes »

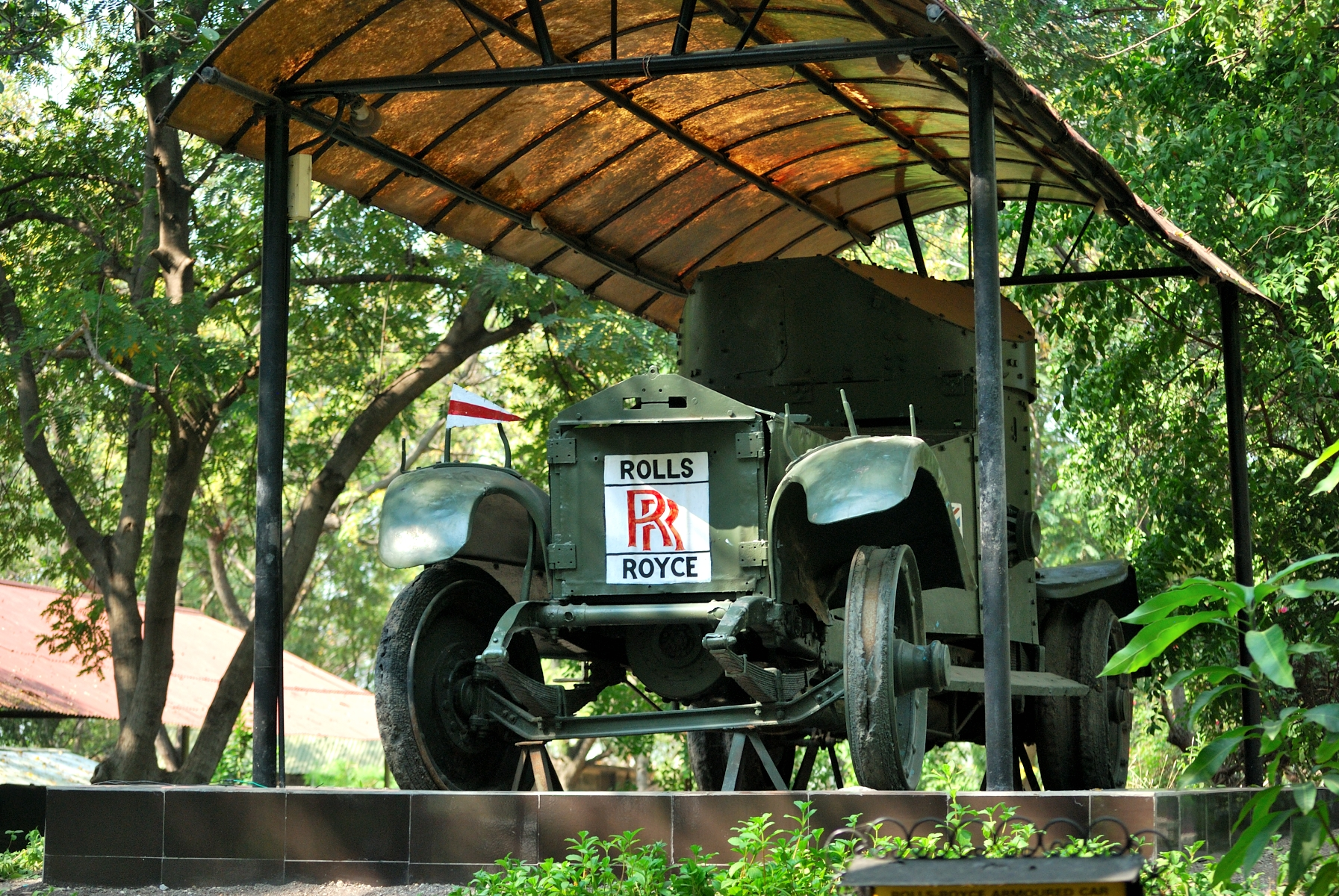
Automitrailleuse du type « Armée des Indes » au musée de la Cavalerie blindée d'Ahmednagar.

En 1915, 3 des 38 automitrailleuses mises en œuvre par l'Armée des Indes avaient été construites à partir de châssis Rolls-Royce de différents modèles. Leur silhouette différait de celles utilisées en Europe. En particulier, elles n'avaient pas de tourelle. Le blindage avait été installé par les ateliers de diverses compagnies de chemin de fer. Il semble ne pas avoir été considéré comme très protecteur.
Ces trois véhicules constituèrent la « 1re Unité Motorisée Blindée » (N°1 Armoured Motor Unit), et servirent sur la frontière Nord-ouest tout au long du conflit ; ils étaient basés à Peshawar.

## Utilisation

### Première Guerre mondiale
Six escadrons RNAS Rolls-Royce de 12 véhicules furent formés. L'un d'entre eux fut envoyé en France ; puis, après la stabilisation du front occidental, transféré en Égypte. Un autre ira en Afrique pour la lutte contre les colonies allemandes. En 1915, deux autres sont dirigés sur Gallipoli.
À partir du mois d'août 1915, ces escadrons sont supprimés et les matériels remis à l'armée de terre britannique qui les utilise en tant que « Batteries légères motorisées blindées » (Light Armoured Motor Batteries) du « Machine Gun Corps ».

### Guerre civile irlandaise

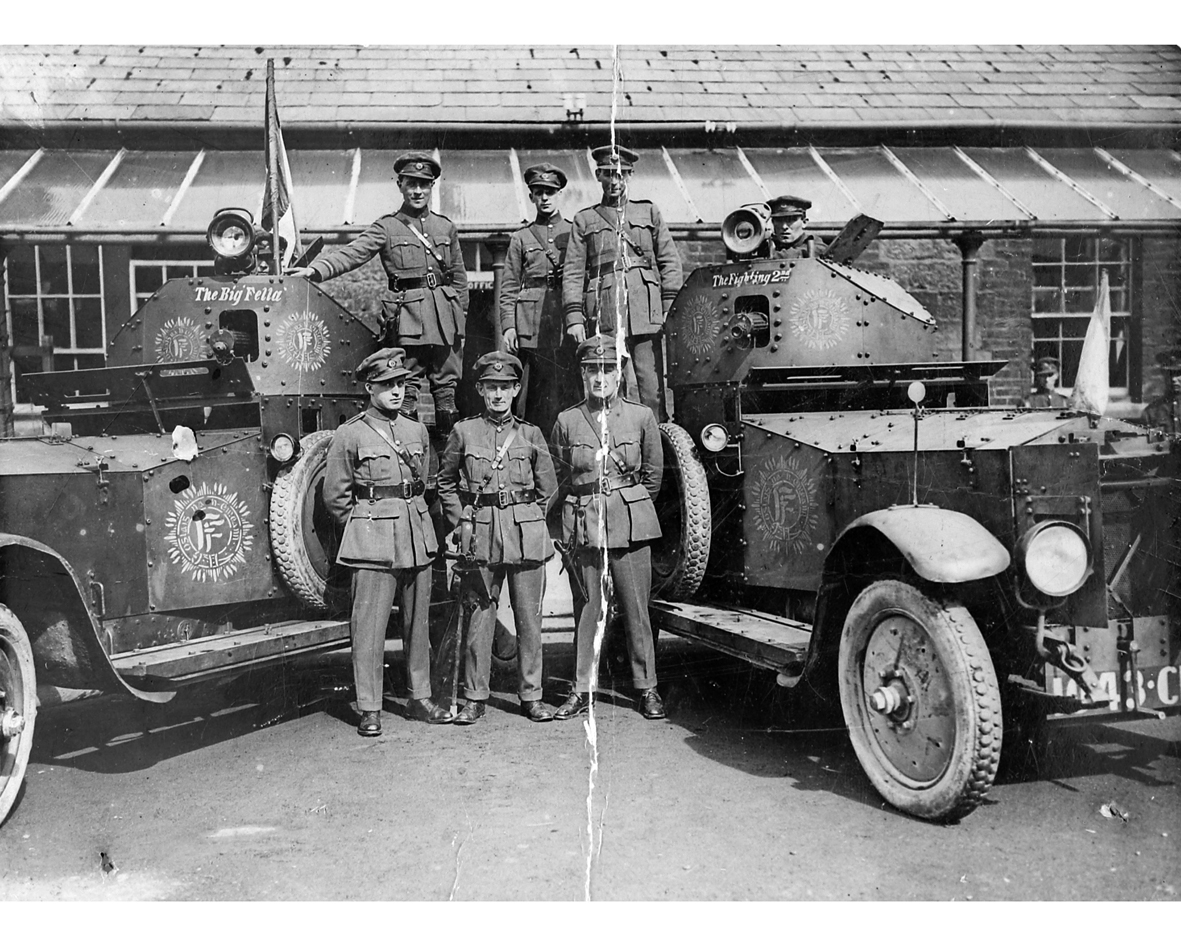
Deux automitrailleuses Rolls-Royce au cours de la Guerre civile irlandaise.

À la suite du traité de Londres, les britanniques vont fournir à L’État libre d'Irlande 13 automitrailleuses Rolls-Royce pour lutter contre l'IRA,. Ces véhicules donnèrent aux autorités un avantage majeur dans les combats de rue et dans la protections des convois routiers. Ils prirent aussi une part importante dans la reconquête de Cork et Waterford. En dépit de problèmes de maintenance et d'adaptation aux conditions météorologiques irlandaises, ils restèrent en service jusqu'en 1944, quand il s'avéra vraiment impossible d'obtenir les pneumatiques requis. 13 de ces engins furent réformés et vendus en 1954.

### Entre-deux-guerres
La plupart des véhicules restants et des nouveaux modèles type 1920, sont envoyés au Moyen-Orient. Une partie de ceux destinés à la « Mésopotamie » (Irak actuel) sont cependant détournés vers l'Irlande.
En mars 1927, certaines automitrailleuses de la 5e compagnie (5th Armoured Car Company) sont envoyées en Chine pour faire partie de la Force de Défense de Shanghai (Shanghai Defence Force). Elles sont retirées de Chine au début 1929 et envoyées en Egypte.
Au Moyen-Orient, la RAF devait être chargée du maintien de l'ordre dans la région, selon la doctrine de l'« Air Control » prônée par Hugh Trenchard et TE Lawrence. Estimant que des automitrailleuses seraient un élément utile pour sa mission, elle reçut 11 véhicules parmi ceux déjà sur place et en fit construire 13 de plus.

### Seconde Guerre mondiale

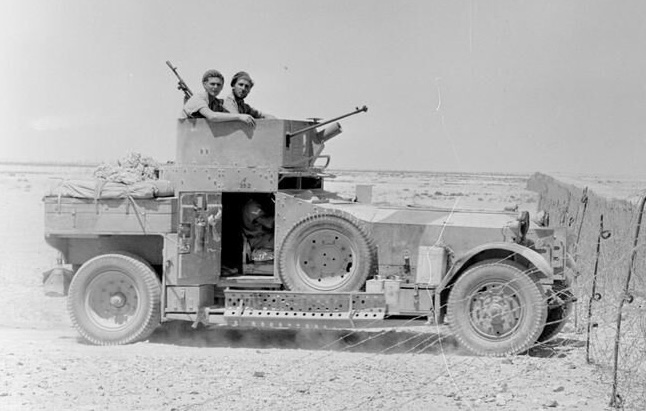
Un véhicule du type 1924, avec une tourelle découverte, en 1940, dans la région de Bardia (désert libyen).

Au déclenchement du conflit, 76 automitrailleuses Rolls-Royce restent en service. Elles se trouvent au Moyen-Orient ou dans les Îles britanniques. Celles qui étaient basées en Égypte, sont mises en œuvre par le 11e Hussard, les autres sont en Syrie et en Irak ; celles qui restaient au Royaume-Uni étaient entre les mains de la Home Guard.
Action en Égypte.
Les véhicules ont alors une tourelle découverte, et l'armement comprend un Bren gun, un fusil anti-char Boys et un lance-grenades fumigène. Ils sont positionnés sur la frontière libyenne et ont pour mission de harceler les forts italiens proche de cette frontière. Ils sont rapidement malmenés par l'aviation italienne. A la fin 1941, ces automitrailleuses du Moyen-Orient sont définitivement retirées des zones de combat.
Action dans la Home Guard.
Quoique non officiellement prévu par le commandement britannique, certaines unités de Home Guard mirent en œuvre des automitrailleuses Rolls-Royce. Ce sera le cas, par exemple, du 29e bataillon « East Lancashire », du 53e « Orpington & Swanley » et du 47e bataillon du « London County Council ».

## Témoins
- ARR-2, Sliabh na mBan, automitrailleuse de type 1920, l'un des deux seuls exemplaires toujours en état de rouler[25], est entretenu par les Forces Armées Irlandaises. Elle est régulièrement montrée lors de parades ou d'exhibitions.
- Une autre Rolls-Royce type 1920 Mark I est présentée au « Tank Museum » de Bovington, Royaume-Uni[16].
- Une autre Rolls-Royce type 1920 est présentée au « RAF Regiment Heritage Centre » sur la base de RAF Honington. Elle était précédemment visible au RAF Museum à Hendon. Le blindage est un fac-similé placé sur un chassis Rolls-Royce dans les années 1960.
- Une réplique de ce type d'automitrailleuse est présentée au Eaton Hall, Cheshire, domaine du Duc de Westminster[note 7], visible lors de journées « portes ouvertes ».
- Une Rolls Royce du type 1921 Indien est visible au Cavalry Tank Museum (en) à Ahmednagar, Inde.